# جوردن سينوت
جوردن سينوت (بالإنجليزية: Jordan Sinnott)‏ هو لاعب كرة قدم بريطاني في مركز الوسط، ولد في 14 فبراير 1994 في برادفورد في المملكة المتحدة، وتوفي في 25 يناير 2020 في شفيلد في المملكة المتحدة. لعب مع نادي ألترينتشام ونادي بوري وهدرسفيلد تاون.

## وصلات خارجية
- جوردن سينوت على موقع قاعدة بيانات كرة القدم.إي يو (الإنجليزية)
- جوردن سينوت على موقع Soccerbase.com (لاعب) (الإنجليزية)